# جامعة كينشاسا
جامعة كينشاسا هي جامعة تعليمية تقع بمدينة كينشاسا بجمهورية الكونغو الديمقراطية تأسست سنة 1954.

## وصلات خارجية
- الموقع الرسمي